# رادنی‌ویلج (دلاویر)
رادنی‌ویلج (به انگلیسی: Rodney Village) یک منطقهٔ مسکونی در ایالات متحده آمریکا است که در شهرستان کنت، دلاویر واقع شده‌است. رادنی‌ویلج ۱٫۶ کیلومتر مربع مساحت و ۱٬۴۸۷ نفر جمعیت دارد و ۱۰٫۹۷ متر بالاتر از سطح دریا واقع شده‌است.